# Philosophy Today
Philosophy Today (рус. Философия сегодня) — британский международный рецензируемый научный журнал посвящённый текущим вопросам, темам и дебатам в современной философии, с особым акцентом на европейской (континентальной) философии.

## Деятельность
Журнал особенно заинтересован в оригинальных работах на пересечении философии, политической теории, сравнительной литературы и культурологии. Он стремится вызвать дискуссии и обсуждения разных интеллектуальных традиций, в том числе критической теории, феноменологии, герменевтики, феминизма и психоанализа. Журнал предоставляет место для обзоров, а также короткие переводы произведений современных философов, первоначально опубликованных на других языках.
Много лет журнал публиковал ежегодную серию отдельных исследований по феноменологии и экзистенциальной философии в сотрудничестве с «Обществом феноменологии и экзистенциальной философии».
Среди самых известных авторов — Поль Рикёр, Ален Бадью, Жак Деррида, Люси Иригарей, Эммануэль Фэй, Эммануэль Левинас, Карл-Отто Апель, Жан-Люк Марион и Энрике Дюссель. «Философия сегодня» издаётся философским факультетом Университета Де Поля, в сотрудничестве с Центром документации философии.

## Редакционная коллегия
главный редактор
- Пег Бирмингем[англ.]

заместитель главного редактора
- Ян Александр Мур

члены
- Тонгдон Бай (Фуданьский университет)
- Эндрю Бенджамин[англ.] (Университет Монаша)
- Рэй Брассье[англ.] (Американский университет Бейрута)
- Ребекка Комэй (Торонтский университет)
- Саймон Критчли[англ.] (Новая школа)
- Франсуаза Дастур[англ.] (Университет Ниццы — Софии Антиполис)
- Карен Фельдман (Калифорнийский университет в Беркли)
- Мойра Гатенс (Сиднейский университет)
- Саймон Глендиннинг[англ.] (Лондонская школа экономики)
- Вольфганг Хойер (Свободный университет Берлина)
- Самир Хаддад (Фордемский университет)
- Грэм Харман (Американский университет в Каире)
- Леонард Лолор[англ.] (Университет штата Пенсильвания)
- Элисса Мардер (Университет Эмори)
- Джеймс Мартел (Университет штата Калифорния в Сан-Франциско)
- Джон Муллкарей (Кингстонский университет)
- Анджелика Нуццо (Бруклинский колледж Городского университета Нью-Йорка)
- Йоханна Оксала (Хельсинкский университет)
- Келли Оливер[англ.] (Университет Вандербильта)
- Габриэль Рокхилл[англ.] (Университет Вилланова)
- Джеймс Риссер (Сиэттлский университет[англ.])
- Марсиа Са Кавальканте Шубак (Университет Сёдертёрна)
- Дэниель Смит (Университет Пердью)
- Димитрис Вардоулакис (Университет Западного Сиднея)
- Филипп ван Хауте (Университет Неймегена)
- Анна Йетман (Университет Западного Сиднея)
- Сантьяго Забала[англ.] (Университет Пумпеу Фабра[англ.])
- Ева Жарек[англ.] (Университет штата Нью-Йорк в Буффало)

## Индексирование
Журнал реферируется и индексируется Academic ASAP, Academic Search, ArticleFirst, Arts and Humanities Citation Index, ATLA Catholic Periodical and Literature Index, FRANCIS, International Philosophical Bibliography, MLA International Bibliography, Periodicals Index Online, The Philosopher's Index, Philosophy Research Index, PhilPapers, ProQuest 5000 и Scopus.